# Fukuiraptor
Fukuiraptor – rodzaj teropoda z rodziny Neovenatoridae żyjącego we wczesnej kredzie na obecnych terenach Azji. Jego skamieniałości odkryto w datowanych na apt osadach formacji Kitadani na terenie prefektury Fukui w Japonii. Początkowo uznano je za należące do olbrzymiego dromeozauryda, jednak w 2000 roku, gdy Yoichi Azuma i Philip J. Currie nazwali rodzaj Fukuiraptor, stwierdzono, iż jest to karnozaur, a nie celurozaur. Holotyp obejmuje fragmenty czaszki, kręgosłupa oraz kończyn przednich i tylnych (FPDM-V97122). Należały one prawdopodobnie do osobnika młodocianego, którego długość oszacowano na 4,2 m, a masę na 175 kg. Azuma i Currie stwierdzili, że w chwili śmierci osobnik ten był bliski osiągnięcia dojrzałości. Później z tego samego stanowiska wydobyto również szczątki kilku kolejnych osobników – wszystkie były mniejsze niż holotyp. Niektóre ich kości były trzykrotnie krótsze od odpowiadających im kości holotypu.
Analiza filogenetyczna przeprowadzona przez Azumę i Currie’ego zasugerowała, że Fukuiraptor jest bazalnym allozauroidem, podobne wyniki przyniosły również badania Hocknulla i współpracowników oraz Holtza, Molnara i Curriego. Azuma i Currie zasugerowali, że Fukuiraptor może być blisko spokrewniony z teropodem, do którego należy odnaleziona w Australii kość skokowa. Hocknull i współpracownicy (2009) stwierdzili, iż kość ta reprezentuje prawdopodobnie rodzaj Australovenator lub podobny. Analiza Bensona i in. (2010) wsparła hipotezę Azumy i Curriego, umieszczając na drzewie filogenetycznym fukuiraptora i australowenatora jako taksony siostrzane wewnątrz grupy Megaraptora należącej do rodziny Neovenatoridae. Benson i współpracownicy sugerują, że przedstawiciele Megaraptora mogli być w ekosystemach odpowiednikami celurozaurów, co pozwalało im współwystępować z dużymi karcharodontozaurami i abelizaurami. Fukuiraptor miał stosunkowo długie kończyny przednie z silnie zakrzywionymi, ostrymi pazurami, co sugeruje, iż był aktywnie polującym drapieżnikiem.